# Loughborough University
Die Universität Loughborough (engl. Loughborough University) ist eine Universität in Loughborough in der Grafschaft Leicestershire im Vereinigten Königreich mit über 18.000 Studenten. Im Juni 2017 wurde sie mit dem Golden Six of Teaching Excellence Framework Award der britischen Elite-Universitäten ausgezeichnet.
Bekannt ist die Universität vor allem für ihre herausragende Sportfakultät, die seit Jahren regelmäßig die besten Sportler innerhalb der British Universities and Colleges Sport stellt.

## Fakultäten
Die Universität hat 3 Fakultäten mit 24 akademischen Abteilungen und mehr als 30 Forschungsinstituten.
- Naturwissenschaftliche Fakultät
  - Chemie
  - Informatik
  - Human Sciences
  - Informationswissenschaft
  - Mathematik
  - Physik
  - Forschungsinstitut für Arbeitswissenschaft & Sicherheit
  - Institut für Polymer Technologie & Materialwissenschaft
- Ingenieurwissenschaftliche Fakultät
  - Aeronautical & Automotive Engineering
  - Chemieingenieurwesen
  - Civil & Building Engineering
  - Electronic & Electrical Engineering
  - Systems Engineering
  - Wolfson School for Mechanical & Manufacturing Engineering

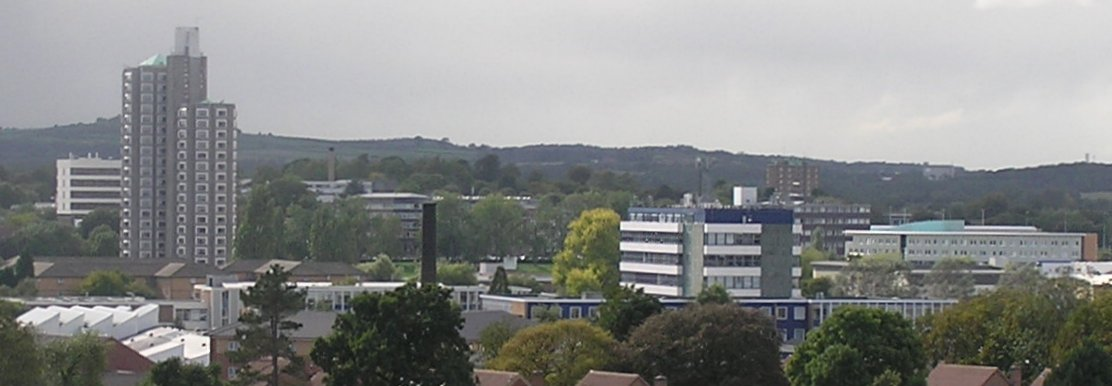
Der Campus der Universität gesehen vom Glockenturm der Stadt

- Fakultät für Sozial- und Humanwissenschaften
  - Business School
  - Design & Technologie
  - Volkswirtschaftslehre
  - Englisch & Drama
  - Politik, Internationale Beziehungen & Europäische Studien
  - Geographie
  - Schule für Sport- & Trainingswissenschaft
  - Schule für Kunst & Design
  - Sozialwissenschaften
  - Einheit für Lehrerausbildung

## Geschichte
Die Hochschule wurde 1909 als das Loughborough Technical Institute gegründet. Während des Ersten Weltkriegs wurden in dem Institut noch Arbeiter für die Munitionsindustrie angelernt. Nach dem Krieg wurde das Institut in vier Teile aufgespalten:
- Loughborough Training College (Lehrerausbildung)
- Loughborough College of Art (Kunst und Design)
- Loughborough College of Further Education (Fort- und Weiterbildung)
- Loughborough College of Technology (Technologie und Naturwissenschaft)

1966 wurde dem vierten Teil der Status einer Universität gewährt. 1977 wurde das Institut für Lehrerausbildung mit einbezogen, 1998 folgte das College of Art. 1996 wurde daher der Namenszusatz „Technical“ aus dem Universitätsnamen gestrichen. Anfang März 2017 wurde die Loughborough University laut QS Ranking zur besten Sportuniversität der Welt gekürt.

## Zahlen zu den Studierenden
Von den 18.295 Studenten des Studienjahrens 2019/2020 waren 7.500 weiblich (41,0 %) und 10.795 männlich (59,0 %). 13.225 Studierende kamen aus England, 110 aus Schottland, 370 aus Wales, 140 aus Nordirland, 900 aus der EU und 3.490 aus den Nicht-EU-Ausland. Damit kamen 4.390 (24,0 %) von außerhalb Großbritanniens. 13.885 der Studierenden strebten 2019/2020 ihren ersten Studienabschluss an, sie waren also undergraduates. 4.410 arbeiteten auf einen weiteren Abschluss hin, sie waren postgraduates. Davon arbeiteten 985 in der Forschung.
2007 waren es 17.535 Studierende gewesen, 2014/2015 5.820 Frauen und 9.770 Männer und insgesamt 15.590 Studierende.

## Persönlichkeiten / Alumni
- Steve Backley (* 1969), Leichtathlet
- Sebastian Coe (* 1956), Leichtathlet und Politiker
- Petra Maier (* 1972), Ingenieurwissenschaftlerin und Rektorin der Hochschule Stralsund, an der Loughborough University promoviert
- David Moorcroft (* 1953), Leichtathlet
- Roland Ng San Tiong, singapurer Unternehmer und Diplomat
- Jonathan Potter (* 1956), Linguist
- Paula Radcliffe (* 1973), Leichtathlet
- Bridget Riley (* 1931), Künstlerin
- Malcolm Sayer (1916–1970), Jaguar-Designer und Ingenieur
- Susan Waffa-Ogoo (* 1960), gambische Politikerin
- Liam Booth-Smith[6] (* 1987), Stabschef der Downing Street unter Premierminister Rishi Sunak[7]
- Ayao Komatsu (* 1976), Formel-1-Teamchef